# 御所野遺跡
御所野遺跡（ごしょのいせき）は、岩手県二戸郡一戸町で発見された縄文時代の環状集落遺跡。所在地は一戸町岩舘字御所野。1993年（平成5年）12月21日、国の史跡に指定。
2021年（令和3年）7月27日、「北海道・北東北の縄文遺跡群」として世界文化遺産に登録された。
遺跡は御所野縄文公園として整備され、竪穴建物、掘立柱建物、配石遺構などによる集落が再現されている。公園内に博物館も併設されている。

## 立地
山間地を北に流れる馬淵川右岸に位置し、東西に長く延びる河岸段丘における標高190-200メートルの中位段丘面に立地する。広い箇所では幅120メートルにもおよぶ平坦な台地が遺跡周囲では東から北へ弧状に0.5キロメートルほどつづき、台地上の平坦面の広さはおよそ6ヘクタールにもおよんでいる。周辺にはケヤキやブナなどの落葉広葉樹林が広がり、クリ、ドングリ、アケビなどが豊富に実る。そばには馬淵川が流れ、そこを遡上するサケ・マスなどが利用された。

## 発掘調査の開始と史跡指定
御所野遺跡は、一戸町の農工団地造成計画にともない1989年（平成元年）から町教育委員会によって事前調査が開始された。その結果、遺跡の重要性が認められ、翌1990年（平成2年）度から1992年（平成4年）度まで、遺跡保存も考慮に入れて遺跡範囲やその内容を確認するための発掘調査が実施された。調査の結果、配石遺構を中心として掘立柱建物群、さらにその外環に建物（住居）群が配置された大規模な環状集落跡であることが明らかになり、町では開発か保存かの論議に二分されたが、1992年に遺跡を保存し史跡公園として活用することを決断した。
1993年（平成5年）12月21日、国の史跡に指定された。
2021年（令和3年）7月27日、「北海道・北東北の縄文遺跡群」の構成資産の一つとして世界文化遺産に登録された。

## 遺跡の概要
段丘平坦面のほぼ中央に配石遺構があり、それを中心に縄文時代中期後半に営まれた大規模集落が広がっている。
台地は、奈良時代から平安時代初頭にかけて終末期古墳が構築されている。墳丘はすでに失われているが、いずれも馬蹄形の周溝をもち、外径8-9メートルの規模をもち、計20基を確認している。平安時代後期には東側と西側の地域に集落が営まれ、竪穴建物や土坑、溝跡などの遺構を検出している。さらに、中世には台地の西側が城館として利用されたらしく、竪穴遺構が見つかっている。このように、縄文時代以降も人びとによって継続的に台地が利用されてきたことが、調査の結果、判明した。
縄文時代中期半ばの円筒上層d式・e式土器、あるいは大木8a式土器が用いられた時期に、この台地上の東側、中央、西側の3地点で人びとの本格的な居住が始まったと見なすことができる。次の大木8b式期には、中央地点に環状配石遺構群とよぶべき祭祀の施設や、おそらくはそれにかかわるであろう盛土遺構が新たに構築され、集落は盛期を迎える。その後、3箇所点とも縄文時代中期末葉まで多数の建物が継続して営まれた。各地点とも、竪穴建物跡は径2-3メートルの小型のものから10メートルを越す大型の遺構もあり、集落全体で最終的に500棟以上の竪穴建物が営まれたと推定できる。
1996年（平成8年）度および1997年（平成9年）度の調査では、遺跡西側で発見された焼失建物について詳細な精査が行われ、焼土や炭化材の出土状況から、今のところ全国的にも類例のない縄文時代の土屋根建物の痕跡であることが具体的に実証された。

## 参考画像

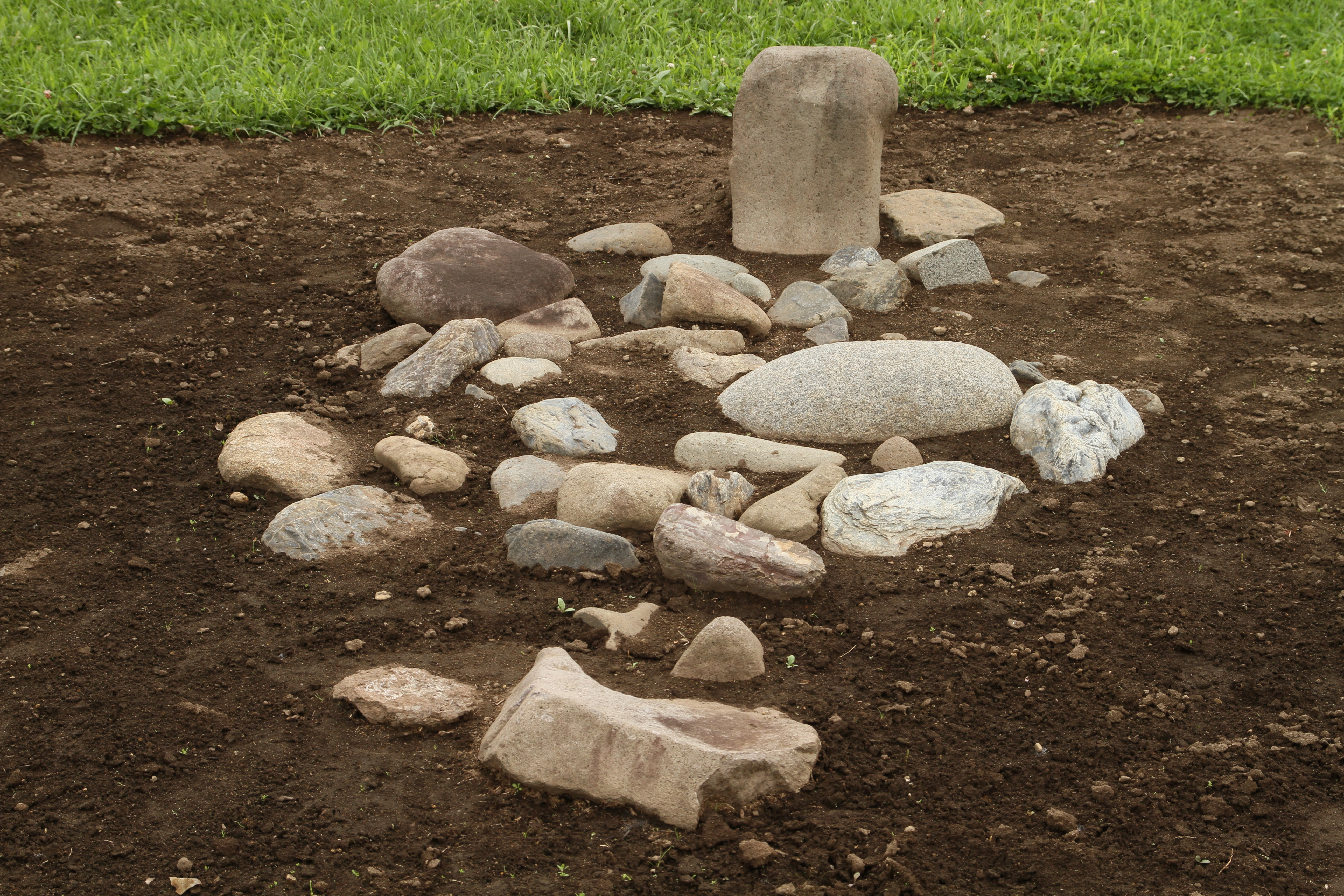
配石遺構
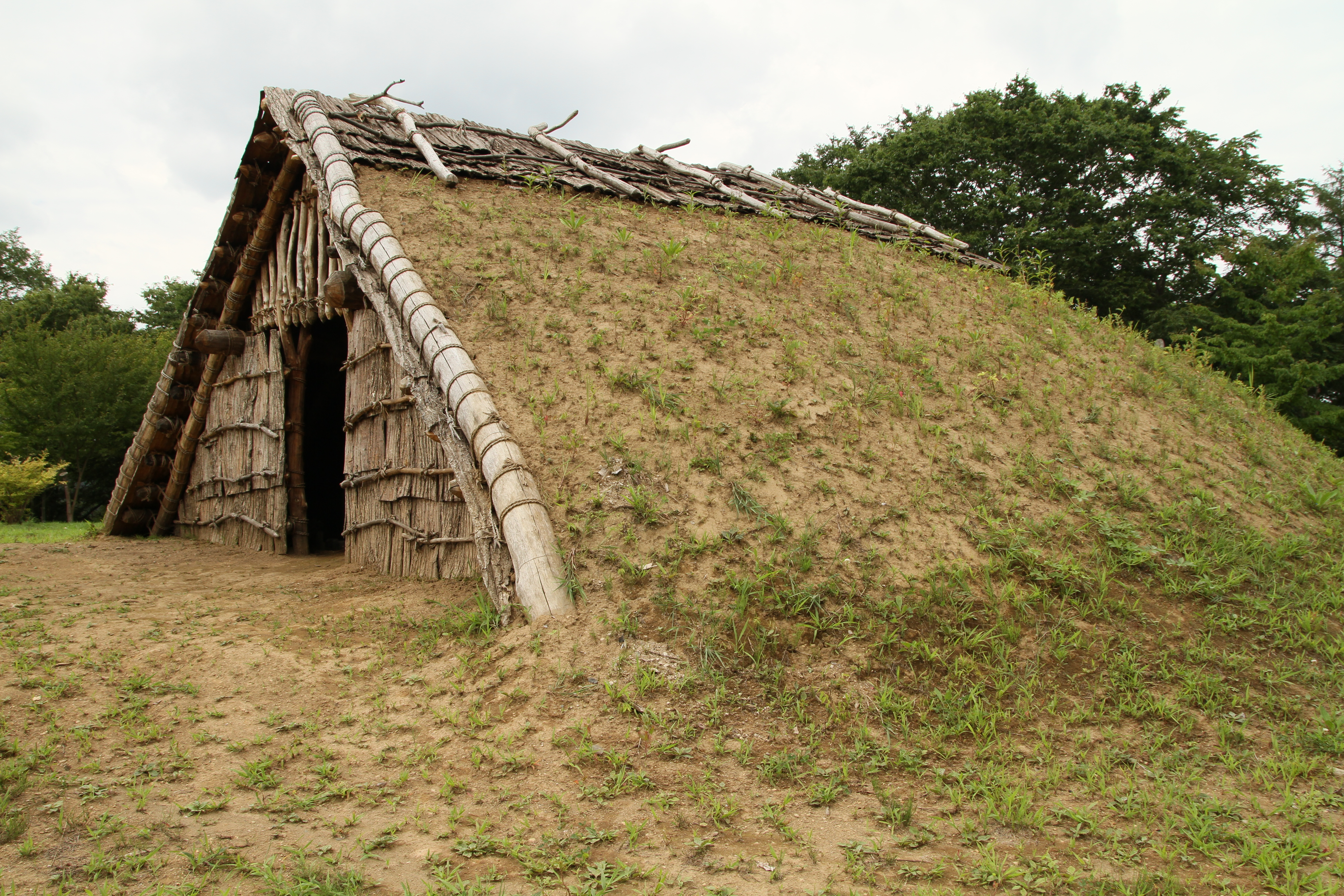
復元された土屋根の竪穴建物
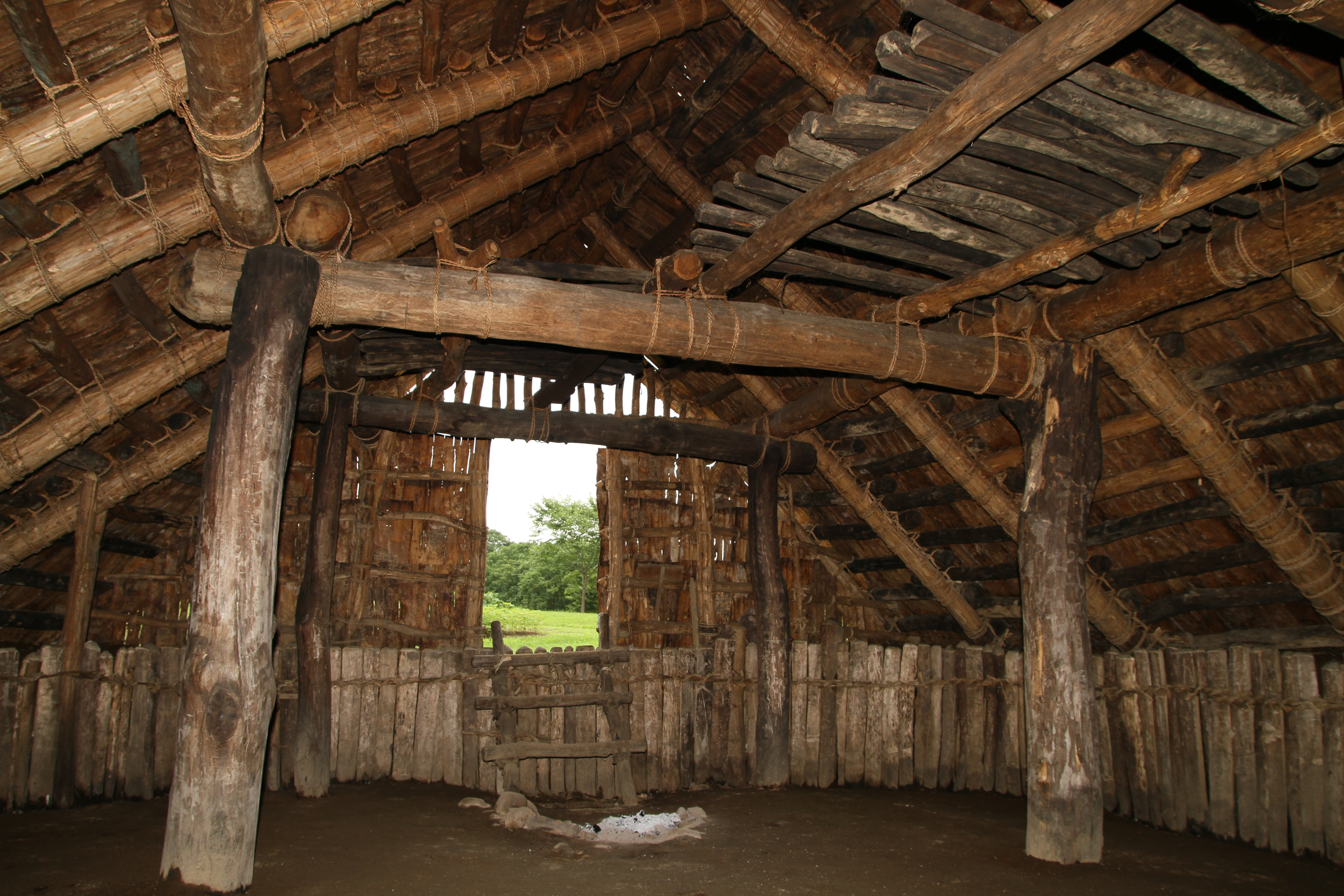
復元された竪穴建物の内部
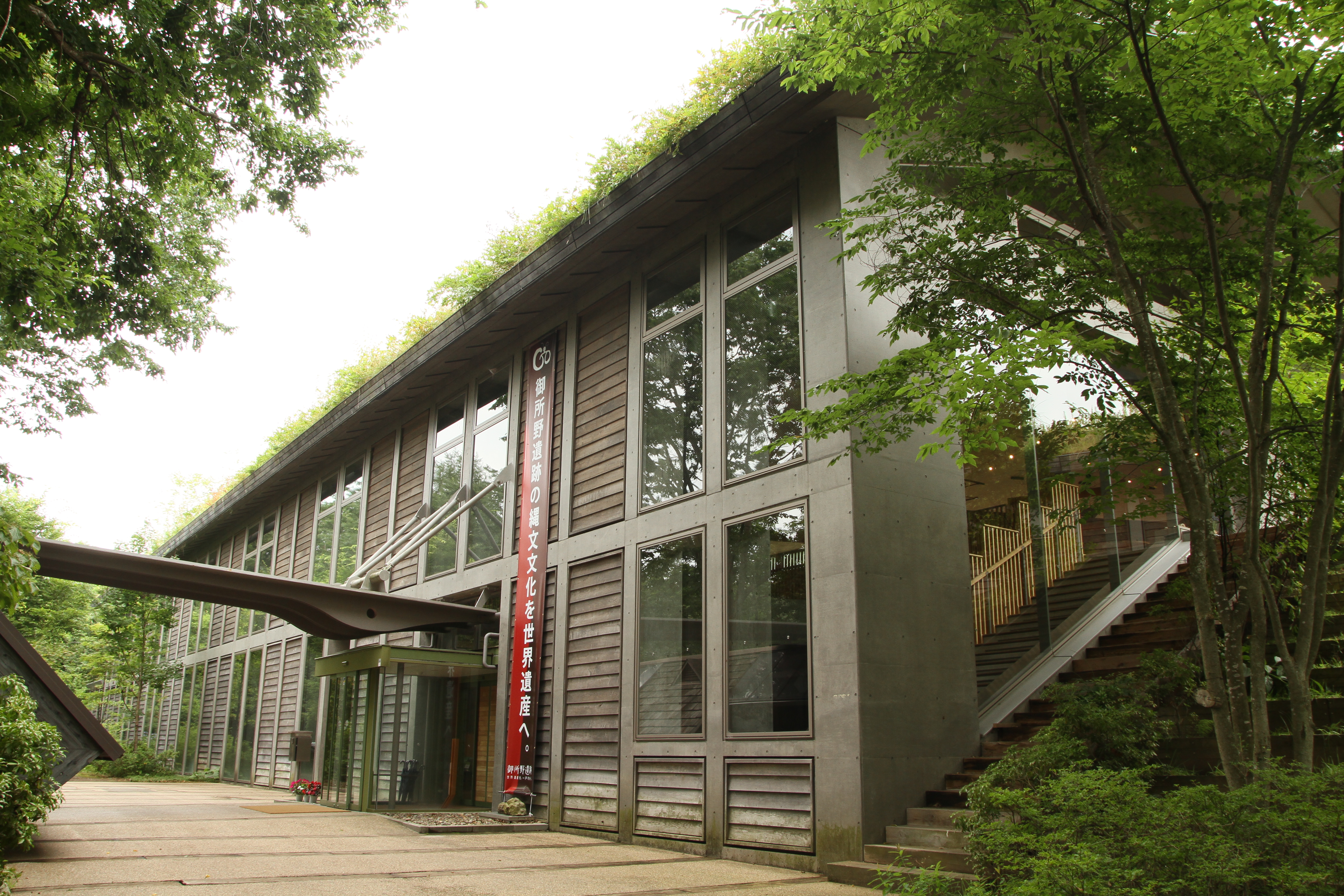
御所野縄文博物館